# Xavier Desparmet Fitz-Gérald
Xavier Desparmet Fitz-Gérald (ur. 13 stycznia 1861 w Béguey, zm. 1941) – francuski malarz i krytyk sztuki.
Malował krajobrazy i pejzaże morskie. W latach 1930–1936 mieszkał w Hendaye, miejscowości położonej we francuskim Kraju Basków. Wystawiał dzieła na Salonie Paryskim. Jego styl był swobodny i szybki, dobrze władał kolorem, potrafił przełożyć atmosferę Kraju Basków na płótno lub drewno.
Autor katalogu dzieł Francisca Goi L’Oeuvre peint de Goya (1928).

## Documenty
Archiwa są zdeponowane w Institut national d'histoire de l'art, w Paryżu.